# Singur
Singur è una città dell'India di 19.539 abitanti, situata nel distretto di Hooghly, nello stato federato del Bengala Occidentale. In base al numero di abitanti la città rientra nella classe IV (da 10.000 a 19.999 persone).

## Geografia fisica
La città è situata a 22° 48' 33 N e 88° 13' 46 E e ha un'altitudine di 13 m s.l.m..

## Società

### Evoluzione demografica
Al censimento del 2001 la popolazione di Singur assommava a 19.539 persone, delle quali 10.018 maschi e 9.521 femmine. I bambini di età inferiore o uguale ai sei anni assommavano a 1.705, dei quali 864 maschi e 841 femmine. Infine, coloro che erano in grado di saper almeno leggere e scrivere erano 14.783, dei quali 8.066 maschi e 6.717 femmine.

## Economia
La zona è nota soprattutto per la controversa destinazione di vaste aree attualmente agricole alla costruzione di un impianto industriale della Tata che, in collaborazione con l'italiana FIAT, intende produrre in loco a partire dal 2008 un nuovo modello di auto low cost.
A favore della lotta dei contadini si è schierata anche la scrittrice e saggista Arundhati Roy, oltre a diverse forze politiche indiane come il Trinamool Congress Party e i Naxaliti. Il governo del Bengala Occidentale, guidato dal leader del Partito Comunista d'India (Marxista), Buddhadeb Bhattacharjee, è invece favorevole al nuovo impianto.